# Canya (música)

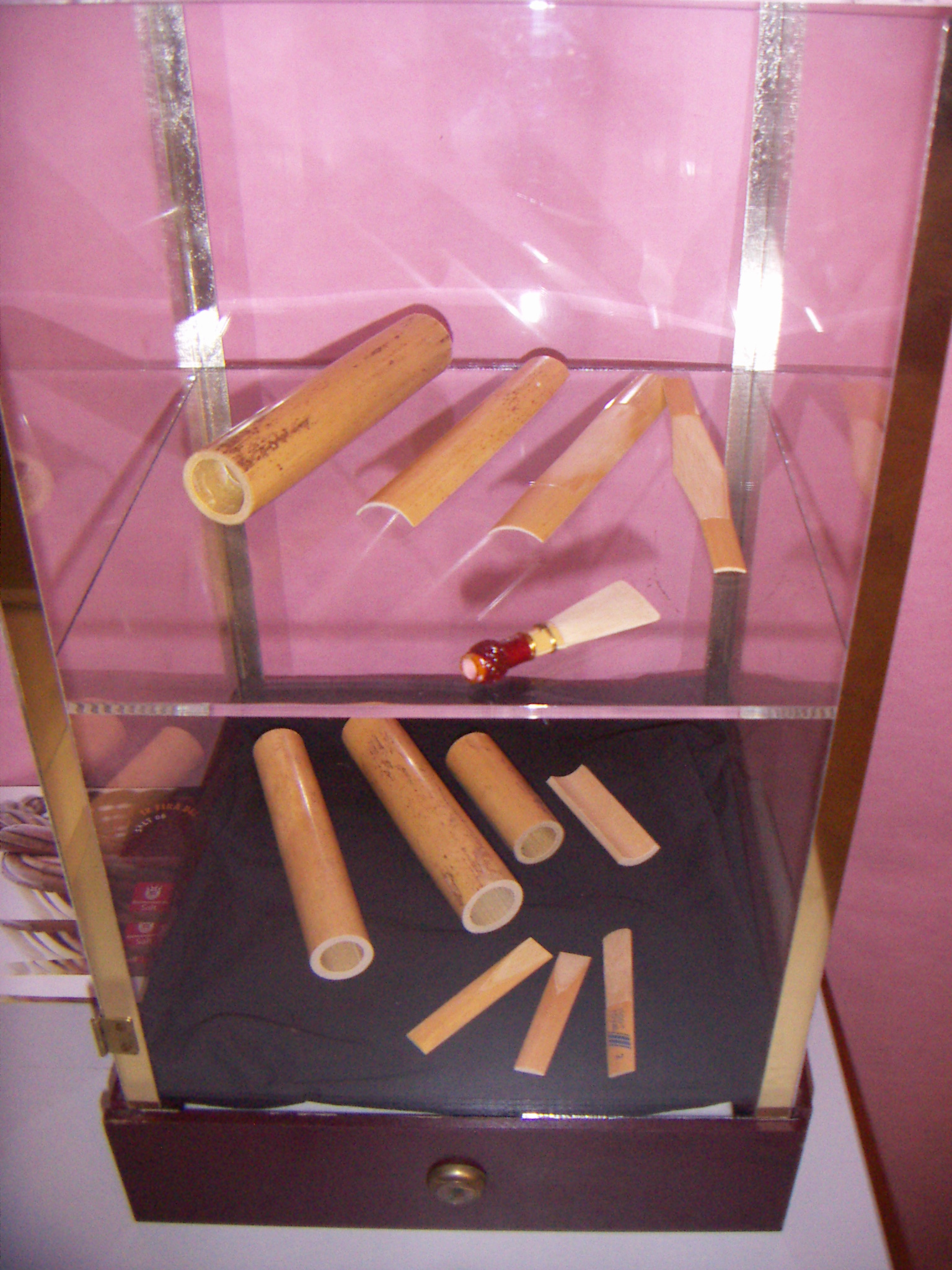
Procés de la fabricació de la doble canya de contrafagot i de la canya de clarinet

Una canya, inxa o llengüeta és el generador de so de molts instruments de vent. És un element generalment conformat per una o dues peces de canya que al vibrar emeten so. Les llengüetes solen ser fetes de canya de riu de l'espècie Arundo donax, però també n'hi ha de plàstic, fusta o metàl·liques.
És un dels sistemes més antics de generació de so mitjançant el vent, ja que es tenen referències d'instruments amb canya des de fa mil·lennis, com ara les xirimites del nord d'Àfrica o algunes cornamuses de cultures nòrdiques.
Les característiques principals d'una canya, amb relació al seu potencial o a la seva qualitat, passen pel seu gruix o duresa (resistència a la vibració), per la seva llargada i amplada (alçada tonal a la qual es troben, afinació), per la seva obertura (quantitat d'aire que admet alhora) o per la seva forma. Per a un instrument determinat, diferents canyes amb variacions mínimes produeixen sonoritats distintes.

## Parts d'una inxa
Una inxa té tres parts fonamentals:
- Nervi: Part de la canya que li permet vibrar, no té esmalt i és la part que es treballa per aconseguir la duresa desitjada pel músic. També és la part més fràgil d'aquesta, ja que qualsevol petit error en aquesta part pot fer descartar una canya sencera.
- Esmalt: Contorn de la canya, és aquella part que ressegueix el nervi. Té un aspecte brillant i generalment és la part que, a part de delimitar l'espai del nervi, també arriba fins al nexe. L'esmalt és una part que varia molt en funció del tipus de canya i, per tant, de l'instrument, n'hi ha que en requereixen més i d'altres que gairebé no en tenen. La funció principal d'aquesta part és evitar que les esquerdes corrin per la canya i es trenqui del tot.
- Nexe o Coll: Part de la canya que uneix aquesta amb el tudell i la resta de l'instrument.

## Tipus de canyes (sistemes)
Hi ha tres sistemes de llengüetes de canya per a produir so en instruments musicals, són: Canya simple, canya doble o doble canya i bruma o bordó.

### Canya simple

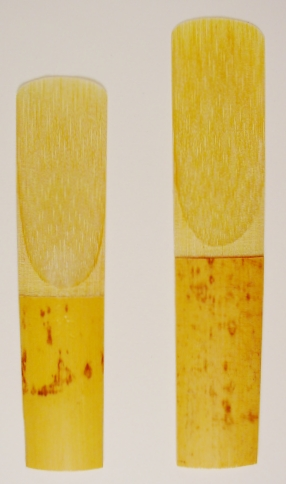
Canyes de saxo alt i tenor

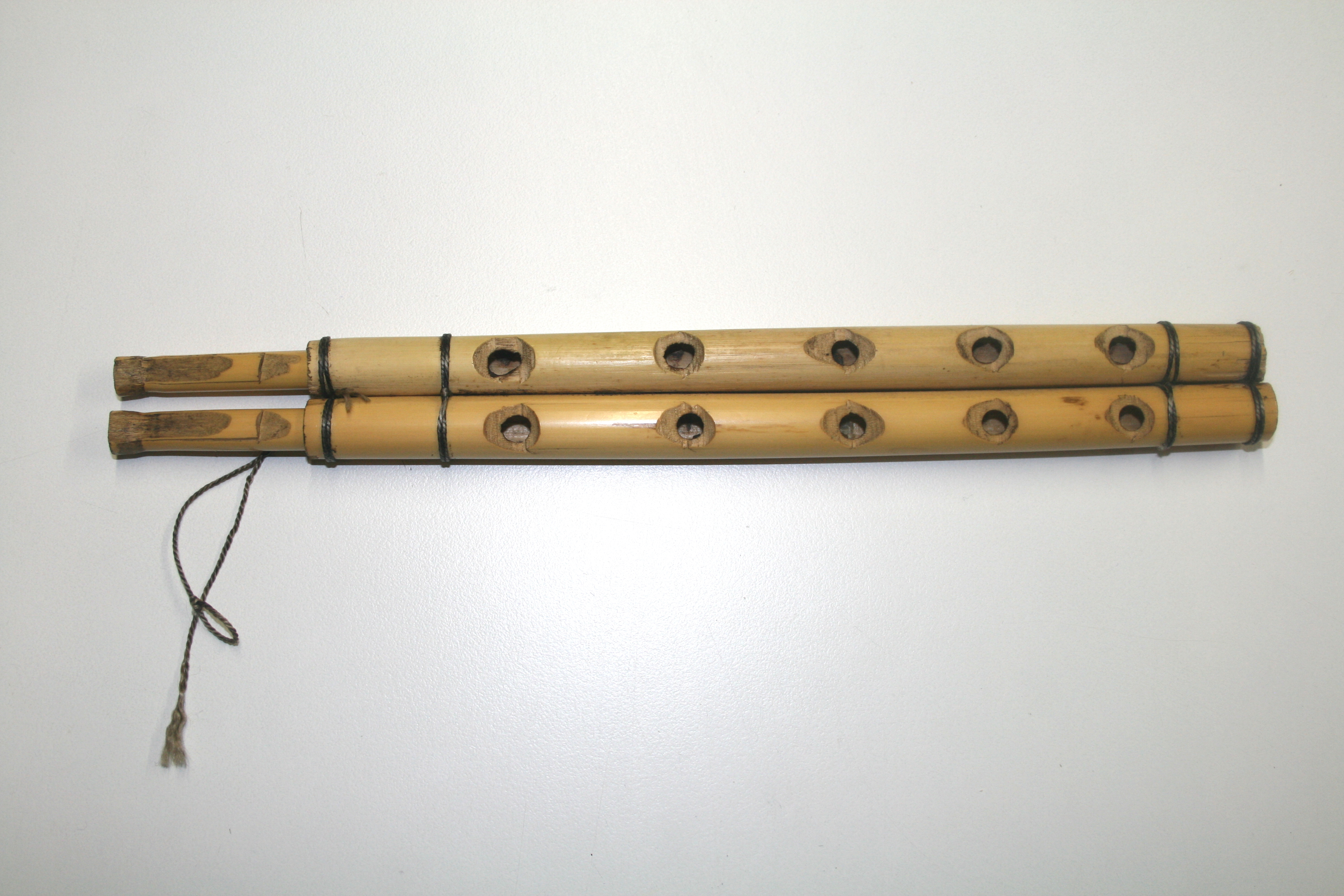
Clarinet doble amb llengüetes idioglotes

Les canyes o llengüetes simples són usades, des de fa més de 4.000 anys i és un sistema que es basa en la llei dels gasos. El funcionament és simple, hi ha una llengüeta de canya lligada a un bec, generalment de fusta, que deixa una petita obertura la qual, en bufar obliga l'aire a viatjar molt de pressa; aquest moviment genera que la canya, en ser molt fina, comenci a vibrar a causa de les zones de baixes pressions que es van ocasionant periòdicament. Aquest moviment és el que genera el so, que després es modula al cos de l'instrument.
És un sistema que produeix un so molt dolç i agradable, gens estrident i que és molt útil en seccions de cambra o música de concert. És una sonoritat que s'acostuma a combinar amb instruments de vent metall, alguns exemples poden ser les formacions clàssiques com una orquestra simfònica o altres de més modernes com les big bands o els petits conjunts de Jazz i les seccions de vent de molts grups de rock i pop català i d'arreu d'Europa i occident.
Aquest és per exemple el sistema que fan servir instruments com el clarinet o el saxòfon, els bordons de molts tipus de cornamuses, entre ells el sac de gemecs, així com al reclam de xeremies eivissenc, als orgues de boca i al launeddas sard.
A vegades, de manera genèrica, s'anomenen «clarinets» als instruments aeròfons de llengüeta simple, tot i que és una terminologia poc acurada i en desús.

### Doble canya

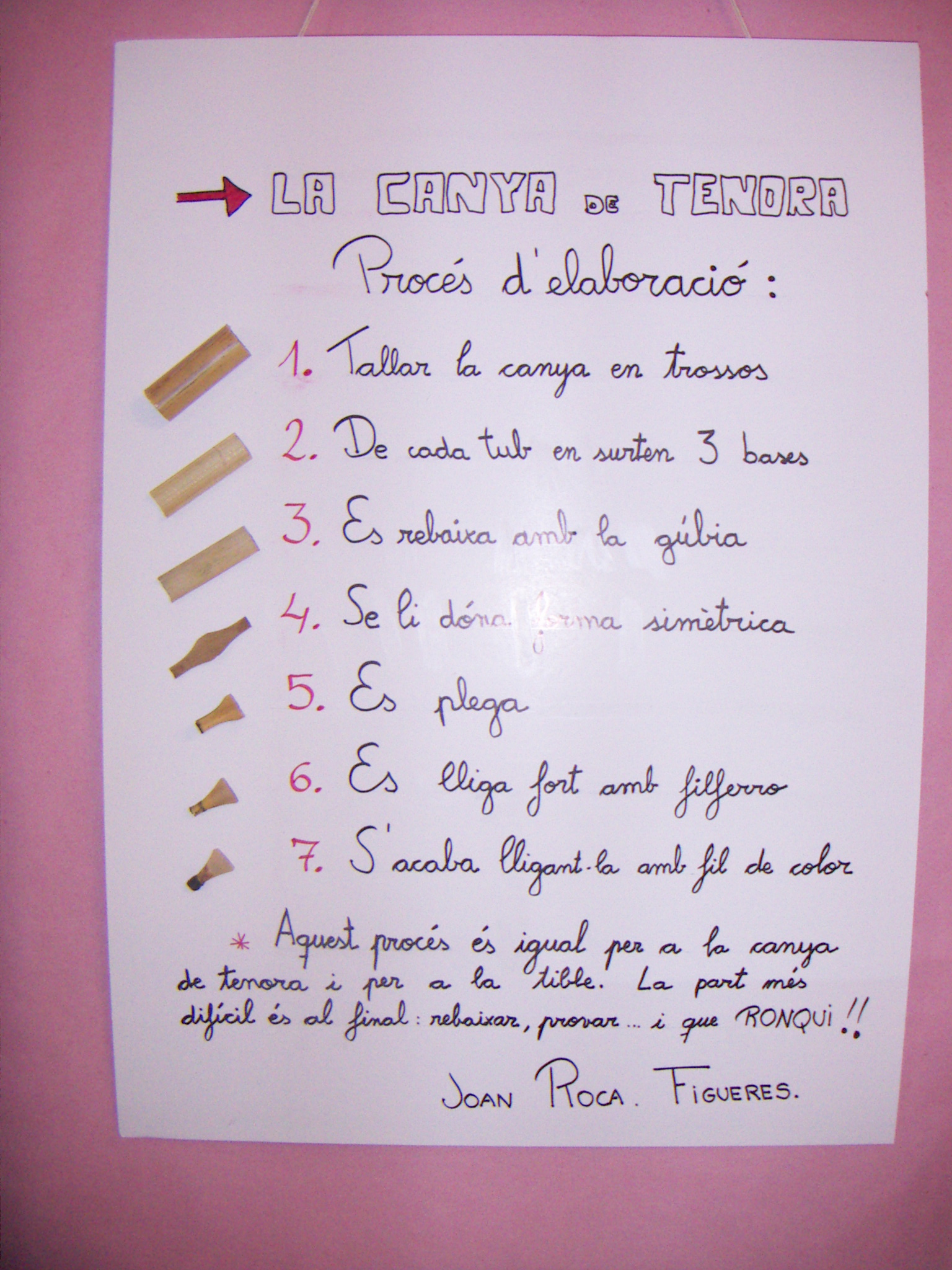
Instruccions per a la fabricació d'una llengüeta doble

Les canyes, llengüetes o inxes dobles també fa més de quatre mil·lennis que es fan servir. El funcionament és similar al de la canya simple, segueix el mateix sistema de la llei de gasos, aquest cop són dues llengüetes (o pales) contraposades que mantenen una petita obertura entre si i que, quan el músic introdueix aire per aquest forat, les canyes vibren i és aquest moviment el que produeix el so.
Aquest tipus de canya produeix un so molt variable segons la duresa de les pales, l'obertura entre elles, la seva llargada o la forma. Generalment, el so que generarà serà més fort i estrident que el d'una canya simple, perquè hi ha el doble de material en vibració, més harmònic i, per tant, més donat a prendre rols protagonistes.
Hi ha diversos tipus de canyes dobles que fan sonar diversos instruments. La classificació habitual és mitjançant la forma:
- Triangle: Canyes que disminueixen en amplada a mesura que s'apropen cap al nervi. Alguns instruments que fan servir aquests tipus de canyes són el fagot, la dolçaina, la tarota o algunes xirimites entre d'altres.
- Parets paral·leles: Canyes que mantenen l'amplada fins a arribar al nervi i llavors fan un canvi brusc per a adaptar-se al tudell. Alguns instruments que fan servir aquests tipus de canya són les gralles i altres instruments de la família de les xirimites o dels oboès.
- Bolet o embut: Canyes que, com les còniques, disminueixen en amplada quan s'apropen al nervi, però ho fan de manera més agressiva, dotant el contorn de la canya d'una forma corba, o de bolet. Alguns instruments que fan servir aquest tipus de canya serien el tible, la tenora i algunes xirimites africanes o orientals.

A vegades, de manera genèrica, s'anomenen "oboès" els instruments aeròfons de llengüeta doble, tot i que és una terminologia poc acurada i en desús.

### Llengüeta idioglota
Llengüeta tallada en el mateix cos de l'instrument de canya, com en el clarinet doble i en els bordons de les cornamuses.

## Fabricants
Entre els fabricants de canyes als territoris de parla catalana es troben en Medir de Palamós, en Xilema del País Valencià, l'Antius de Figueres, en Txema de Manresa o Vandoren i Rico, entre d'altres, altres constructors de canyes històrics són el Qué de Vilafranca o el Masalias de la Guàrdia dels Prats. La millor canya, per fer música, creix a l'Empordà i també a la regió provençal del Var.